# Cahuzac (Lot-et-Garonne)
Pour les articles homonymes, voir Cahuzac.
Cahuzac est une commune du Sud-Ouest de la France, située dans le département de Lot-et-Garonne (région Nouvelle-Aquitaine).

## Géographie

### Localisation
La commune est limitrophe du département de la Dordogne. Le village est situé sur un éperon rocheux dominant la vallée du Dropt.

### Communes limitrophes
Cahuzac est limitrophe de cinq autres communes dont une dans le département de la Dordogne.
Les communes limitrophes sont  Castillonnès, Douzains, Lalandusse, Plaisance et Saint-Quentin-du-Dropt.
|            | Plaisance (Dordogne) | Saint-Quentin-du-Dropt |
| Lalandusse | Cahuzac              | Castillonnès           |
|            | Douzains             |                        |

### Climat
Pour des articles plus généraux, voir Climat de la Nouvelle-Aquitaine et Climat de Lot-et-Garonne.
Historiquement, la commune est exposée à un climat océanique aquitain.  
En 2020, Météo-France publie une typologie des climats de la France métropolitaine dans laquelle la commune est exposée à un climat océanique et est dans la région climatique Aquitaine, Gascogne, caractérisée par une pluviométrie abondante au printemps, modérée en automne, un faible ensoleillement au printemps, un été chaud (19,5 °C), des vents faibles, des brouillards fréquents en automne et en hiver et des orages fréquents en été (15 à 20 jours).
Pour la période 1971-2000, la température annuelle moyenne est de 12,8 °C, avec une amplitude thermique annuelle de 15,2 °C. Le cumul annuel moyen de précipitations est de 841 mm, avec 12,2 jours de précipitations en janvier et 6,9 jours en juillet. Pour la période 1991-2020, la température moyenne annuelle observée sur la station météorologique la plus proche, située sur la commune de Cancon à 14,76 km à vol d'oiseau, est de 13,4 °C et le cumul annuel moyen de précipitations est de 852,4 mm,. Pour l'avenir, les paramètres climatiques de la commune estimés pour 2050 selon différents scénarios d’émission de gaz à effet de serre sont consultables sur un site dédié publié par Météo-France en novembre 2022.

## Urbanisme

### Typologie
Au 1er janvier 2024, Cahuzac est catégorisée commune rurale à habitat dispersé, selon la nouvelle grille communale de densité à sept niveaux définie par l'Insee en 2022.
Elle est située hors unité urbaine et hors attraction des villes,.

### Occupation des sols

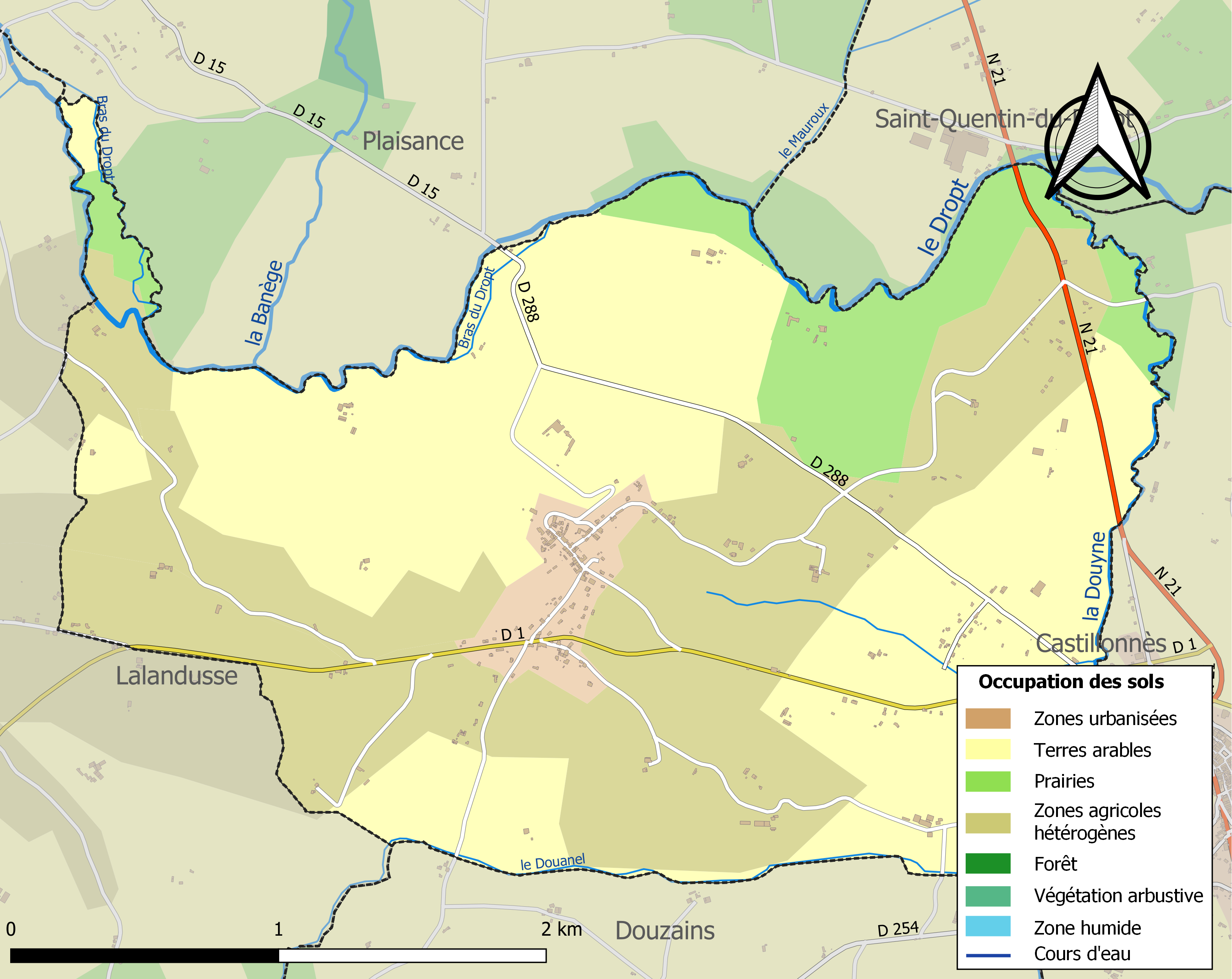
Carte des infrastructures et de l'occupation des sols de la commune en 2018 (CLC).

L'occupation des sols de la commune, telle qu'elle ressort de la base de données européenne d’occupation biophysique des sols Corine Land Cover (CLC), est marquée par l'importance des territoires agricoles (96,6 % en 2018), une proportion identique à celle de 1990 (96,6 %). La répartition détaillée en 2018 est la suivante : 
terres arables (48,9 %), zones agricoles hétérogènes (38,5 %), prairies (9,3 %), zones urbanisées (3,4 %). L'évolution de l’occupation des sols de la commune et de ses infrastructures peut être observée sur les différentes représentations cartographiques du territoire : la carte de Cassini (XVIIIe siècle), la carte d'état-major (1820-1866) et les cartes ou photos aériennes de l'IGN pour la période actuelle (1950 à aujourd'hui).

### Risques majeurs
Le territoire de la commune de Cahuzac est vulnérable à différents aléas naturels : météorologiques (tempête, orage, neige, grand froid, canicule ou sécheresse), inondations, mouvements de terrains et séisme (sismicité très faible). Il est également exposé à un risque technologique,  le transport de matières dangereuses. Un site publié par le BRGM permet d'évaluer simplement et rapidement les risques d'un bien localisé soit par son adresse soit par le numéro de sa parcelle.

#### Risques naturels
Certaines parties du territoire communal sont susceptibles d’être affectées par le risque d’inondation par une crue à  débordement lent de cours d'eau, notamment le Dropt et la Douyne. La commune a été reconnue en état de catastrophe naturelle au titre des dommages causés par les inondations et coulées de boue survenues en 1982, 1993, 1999, 2009 et 2021,.
Les mouvements de terrains susceptibles de se produire sur la commune sont des affaissements et effondrements liés aux cavités souterraines (hors mines) et des tassements différentiels. Afin de mieux appréhender le risque d’affaissement de terrain, un inventaire national permet de localiser les éventuelles cavités souterraines sur la commune.

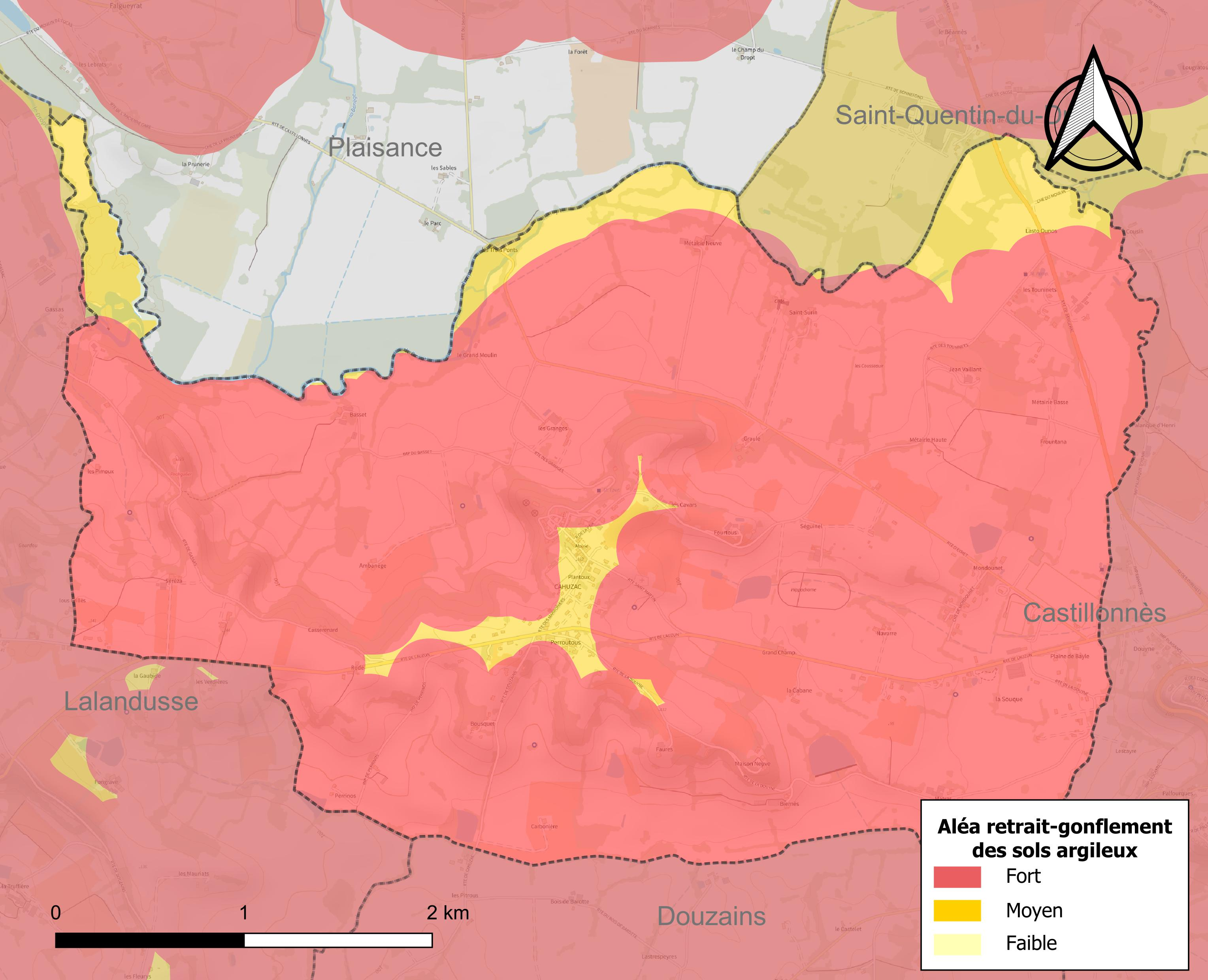
Carte des zones d'aléa retrait-gonflement des sols argileux de Cahuzac.

Le retrait-gonflement des sols argileux est susceptible d'engendrer des dommages importants aux bâtiments en cas d’alternance de périodes de sécheresse et de pluie. 99,8 % de la superficie communale est en aléa moyen ou fort (91,8 % au niveau départemental et 48,5 % au niveau national). Depuis le 1er octobre 2020, en application de la loi ELAN, différentes contraintes s'imposent aux vendeurs, maîtres d'ouvrages ou constructeurs de biens situés dans une zone classée en aléa moyen ou fort,.
Concernant les mouvements de terrains, la commune a été reconnue en état de catastrophe naturelle au titre des dommages causés par la sécheresse en 2011 et 2017 et par des mouvements de terrain en 1999.

## Histoire
Le château de Cahuzac fut édifié à partir du XIIIe siècle par la famille de Caumont, et fut probablement précédé par une fortification en bois. Transmis par mariage à la famille d’Estissac au début du XVIe siècle.
Jean Madaillan d'Estissac est le fils de Lancelot de Madaillan-Lesparre (mort avant 1462) et de Jeanne d'Estissac (morte en mars 1466).  Il est baron de Cahuzac et a réuni les seigneuries de ses parents et de son oncle Amaury d'Estissac.Il a été chambellan du duc de Guyenne, frère de Louis XI. Sa fidélité au duc de Guyenne lui a valu la confiscation de toutes ses terres en Poitou qui lui ont été rendues par Louis XI en 1473. Louis XI lui a accordé des lettres de légitimation en 1478. Il fait son testament le 19 juillet 1482 dans le château de Lauzun appartenant à son neveu, Jean de Caumont. Il cite ses deux femmes, Françoise de La Brousse et Jeanne de Vivonne. Il ne semble pas avoir eu d'enfants de sa seconde femme. De Françoise de La Brousse, il a eu Bertrand de Madaillan d'Estissac, baron de Cahuzac et sénéchal d'Agenais, Anne de Madaillan d'Estissac et Geoffroy de Madaillan d'Estissac qui a été évêque de Maillezais en 1518,  abbé de Celles et  abbé de Cadouin en 1515, prieur de Ligugé en 1503, protonotaire du Saint-Siège et doyen du chapitre de Saint-Hilaire-le-Grand de Poitiers en 1505. Rabelais, protégé de Geoffroy d'Estissac est venu au château pour s'y reposer. Rabelais cite Cahuzac dans Le Quart Livre, au chapitre LII (lire en ligne). À la mort de Bertrand d'Estissac, son fils aîné Louis de Madaillan d'Estissac (mort en 1565) a été l'héritier universel. Son frère, Arnaud ou Arnold de Madaillan d'Estissac a été abbé de Celles, et son autre frère, Jean d'Estissac a été prieur de Ligugé et doyen de Saint-Hilaire-le-Grand. Sa sœur, Jeanne de Madaillan d'Estissac, s'est mariée en 1523 avec Louis de Bideran.

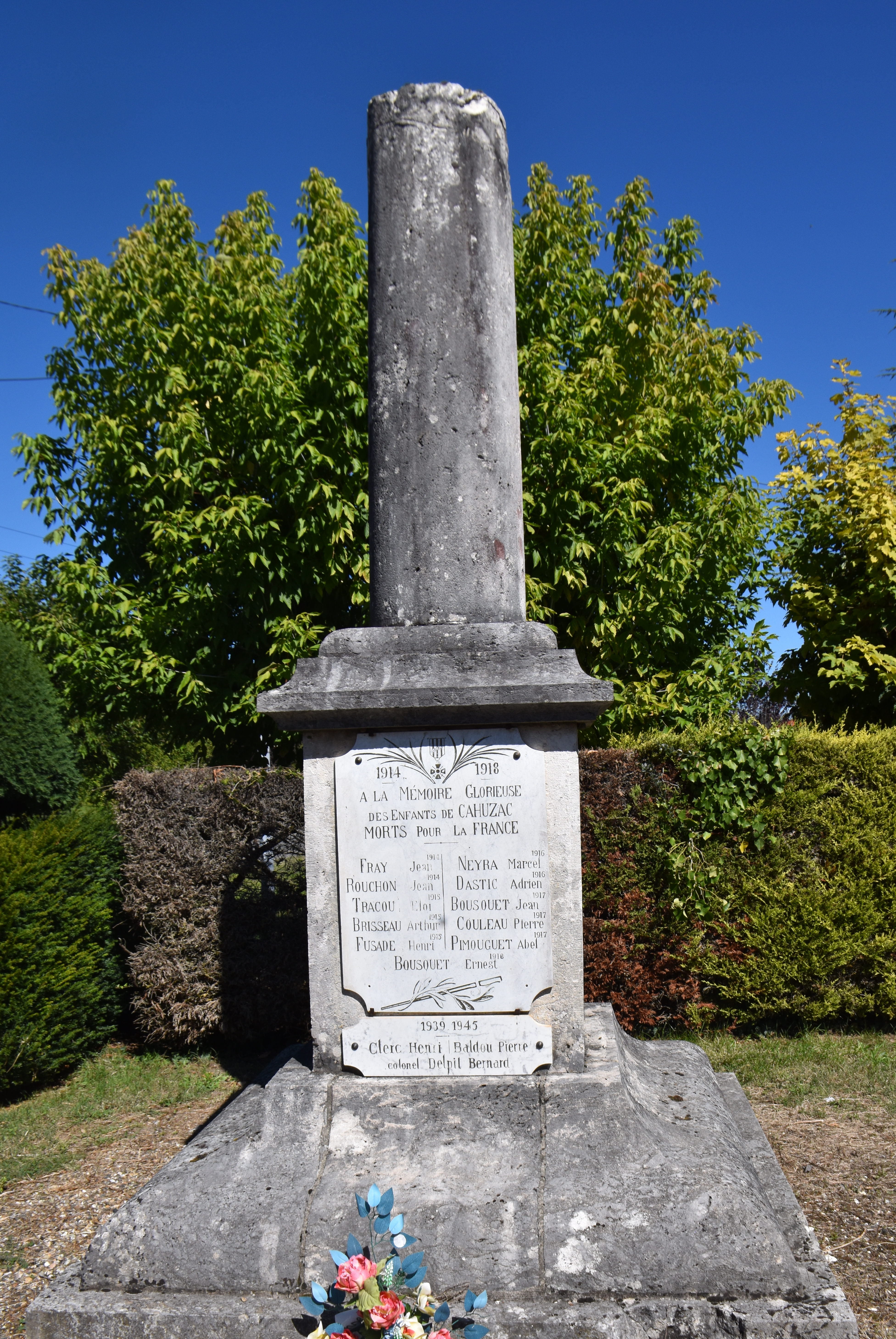
Le monument aux morts.

Louis de Madaillan d'Estissac a épousé en premières noces, en 1527, Antoinette de Daillon, fille de Jacques de Daillon, comte du Lude. Louis d'Estissac est baron de Cahuzac, de Montclar, d'Estissac, de Benet, de Bois-Pouvreau, de Coulonges les Royaux,...gentilhomme ordinaire du roi, lieutenant général du roi en Saintonge, de la ville et gouvernement de La Rochelle entre 1548 et 1558. Il a fait construire la citadelle de La Rochelle sur ordre du roi. Il a été ensuite lieutenant général du roi en Poitou. Après la mort de sa femme, en 1565, il s'est remarié avec Louis de La Béraudière, demoiselle de Rouet, fille de Louis de La Béraudière, seigneur de Sourches, de Rouet, marquis de Lisle-Jourdain, et de Louis de La Guiche. De son premier mariage il a eu trois filles. De ce second mariage, il a eu Charles de Madaillan d'Estissac, dernier descendant mâle de cette branche de la famille, tué au cours d'un duel en mars 1586, et Claude de Madaillan d'Estissac, mariée le 27 septembre 1587 avec François IV de La Rochefoucauld, prince de Marcillac, héritière de son frère. François V de La Rochefoucauld est leur fils aîné, il est le père de François de La Rochefoucauld.
La baronnie de Cahuzac est passée à la famille de La Rochefoucauld au XVIIe siècle, il fut vendu au début du XIXe siècle à la famille de Bony, acquis ensuite par la famille de Carbonnier, puis par la famille de Montbron. Le château est propriété de la famille Delpit depuis 1925.
La fortification était destinée à protéger la vallée du Dropt, voie d’invasion ; le château se retrouva engagé dans les conflits de la guerre de Cent Ans (dans le camp anglais) puis dans les guerres de religion du côté des protestants ; pendant ces périodes, il abrita près de 150 hommes d’armes !
À travers les siècles, des personnages illustres fréquentèrent le château : Rabelais, Henri de Navarre, le duc de La Rochefoucauld…
Le château se situe à la pointe ouest du village actuel de Cahuzac, sur un éperon rocheux dominant la vallée du Dropt. Le village était situé près du cimetière autour de son église, démolie au XVIIIe siècle. La plupart des maisons du « vieux Cahuzac » furent édifiées sur les ruines d’une partie du château dans les années 1660/1680 (quelques maisons portent au-dessus de la porte d’entrée la date de leur construction).

## Politique et administration

### Liste des maires
| Période                                  | Période   | Identité           | Étiquette | Qualité |
| ---------------------------------------- | --------- | ------------------ | --------- | ------- |
| Les données manquantes sont à compléter. |           |                    |           |         |
|                                          |           |                    |           |         |
| juin 1995                                | mars 2008 | Christine Feltre   |           |         |
| mars 2008 (réélu en mai 2020)            | En cours  | Jean-Pierre Testut | DVG       |         |

### Jumelages
En mai 2024, la commune québécoise de Trois-Pistoles se jumelle avec l'association « Rive du Dropt » qui regroupe sept communes françaises de la Dordogne et de Lot-et-Garonne, dont Cahuzac.

## Démographie
L'évolution du nombre d'habitants est connue à travers les recensements de la population effectués dans la commune depuis 1793. Pour les communes de moins de 10 000 habitants, une enquête de recensement portant sur toute la population est réalisée tous les cinq ans, les populations de référence des années intermédiaires étant quant à elles estimées par interpolation ou extrapolation. Pour la commune, le premier recensement exhaustif entrant dans le cadre du nouveau dispositif a été réalisé en 2006.

En 2022, la commune comptait 310 habitants, en évolution de +1,64 % par rapport à 2016 (Lot-et-Garonne : −0,18 %, France hors Mayotte : +2,11 %).
| 1793 | 1800 | 1806 | 1821 | 1831 | 1836 | 1841 | 1846 | 1851 |
| ---- | ---- | ---- | ---- | ---- | ---- | ---- | ---- | ---- |
| 685  | 498  | 529  | 605  | 628  | 589  | 635  | 643  | 616  |

| 1856 | 1861 | 1866 | 1872 | 1876 | 1881 | 1886 | 1891 | 1896 |
| ---- | ---- | ---- | ---- | ---- | ---- | ---- | ---- | ---- |
| 625  | 551  | 513  | 508  | 480  | 466  | 453  | 417  | 443  |

| 1901 | 1906 | 1911 | 1921 | 1926 | 1931 | 1936 | 1946 | 1954 |
| ---- | ---- | ---- | ---- | ---- | ---- | ---- | ---- | ---- |
| 439  | 420  | 416  | 341  | 340  | 342  | 315  | 304  | 300  |

| 1962 | 1968 | 1975 | 1982 | 1990 | 1999 | 2006 | 2011 | 2016 |
| ---- | ---- | ---- | ---- | ---- | ---- | ---- | ---- | ---- |
| 308  | 283  | 214  | 219  | 253  | 281  | 286  | 295  | 305  |

| 2021 | 2022 | - | - | - | - | - | - | - |
| ---- | ---- | - | - | - | - | - | - | - |
| 310  | 310  | - | - | - | - | - | - | - |

L'année démographique où il y a eu le maximum d'habitants était en 1793 avec 685 habitants et l'année démographique où il y a eu le minimum d'habitants était en 1975 avec 214 habitants.

## Lieux et monuments

### Église Saint-Martin
L'église Saint-Martin est l'ancienne chapelle castrale du château de Cahuzac. Elle a été inscrite au titre des monuments historiques en 2012.

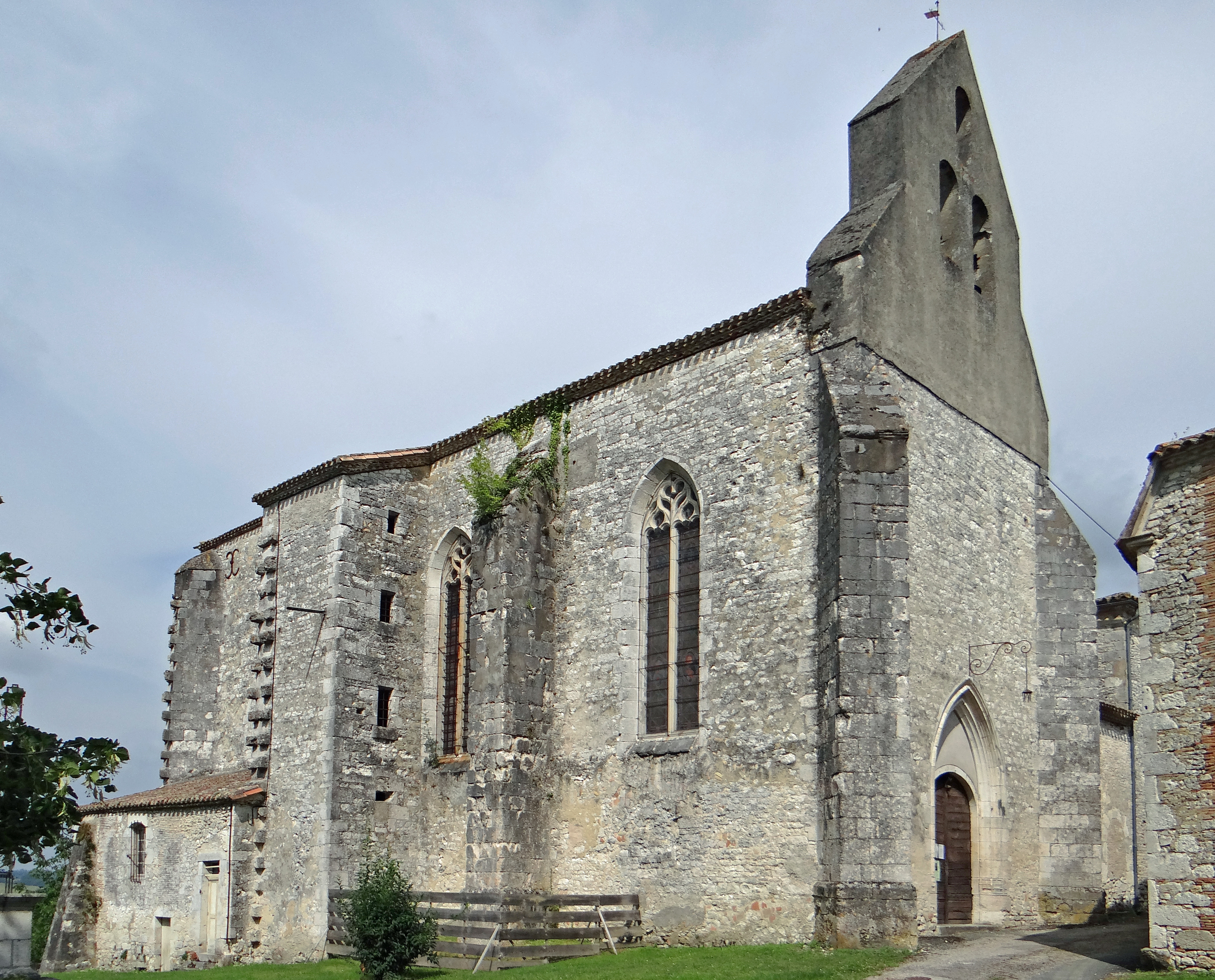
L'église en 2014 avant sa rénovation.
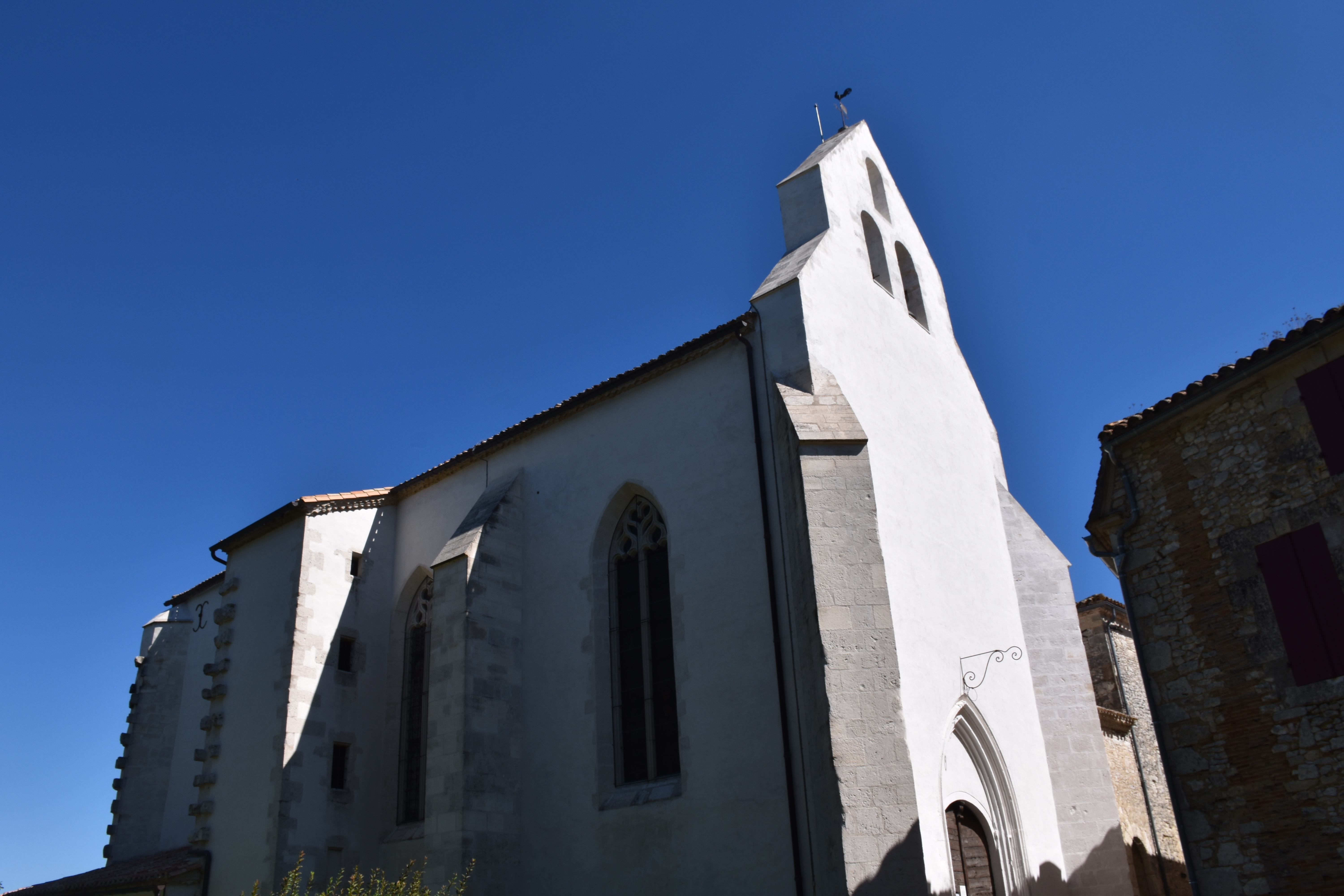
L'église en 2024.
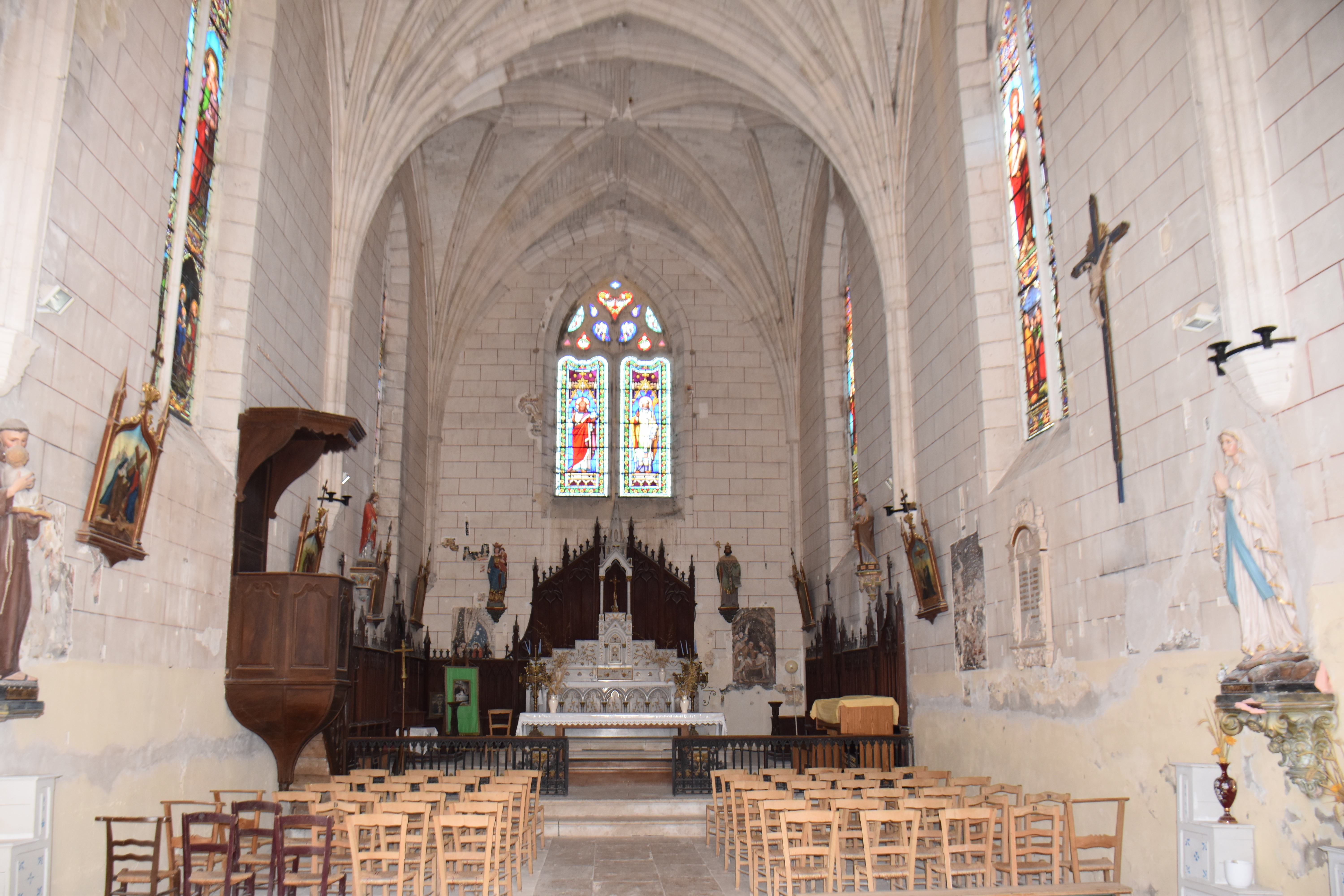
La nef.
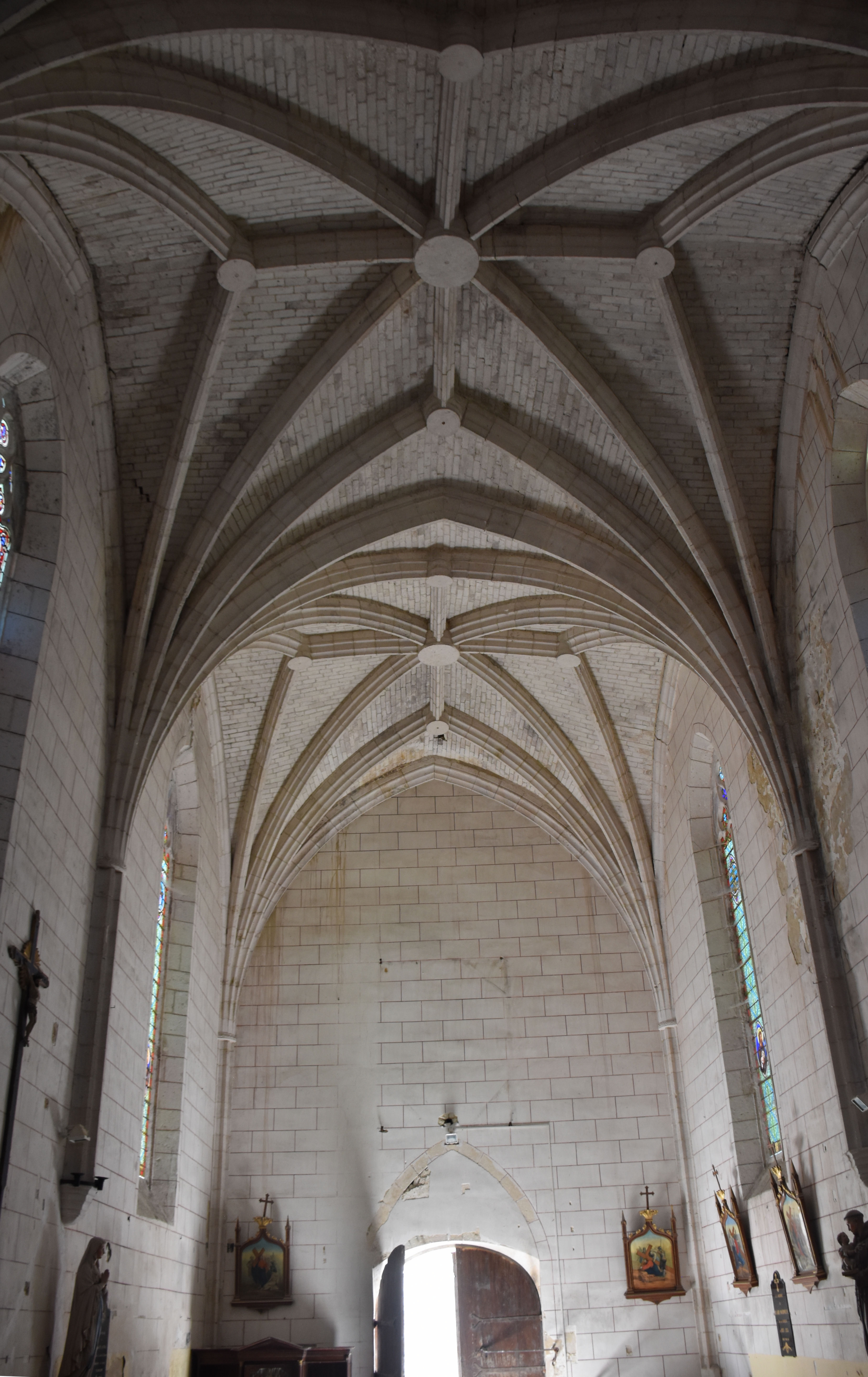
La nef côté porche.
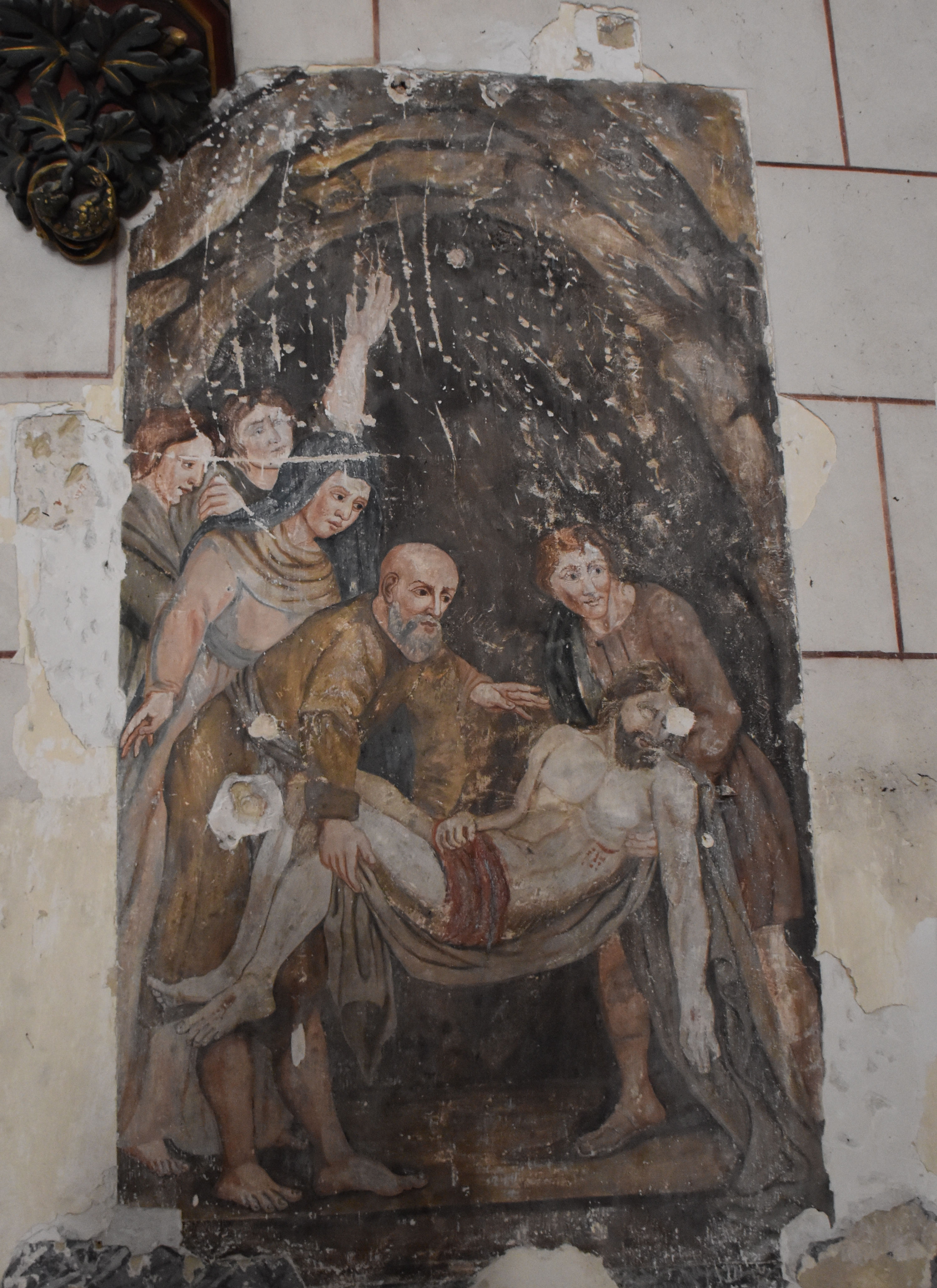
Une des fresques mise au jour sous les enduits.
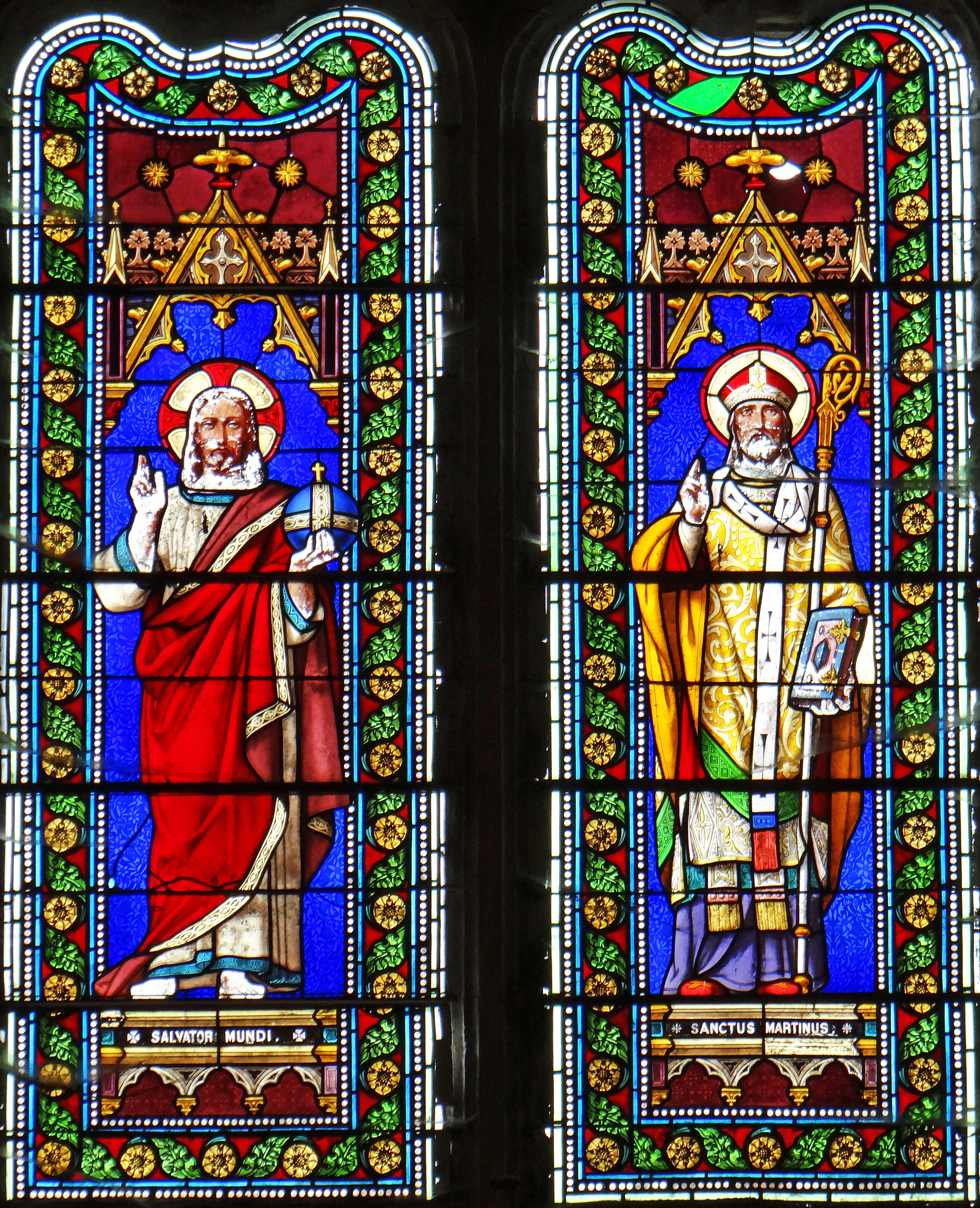
Détail de vitraux.
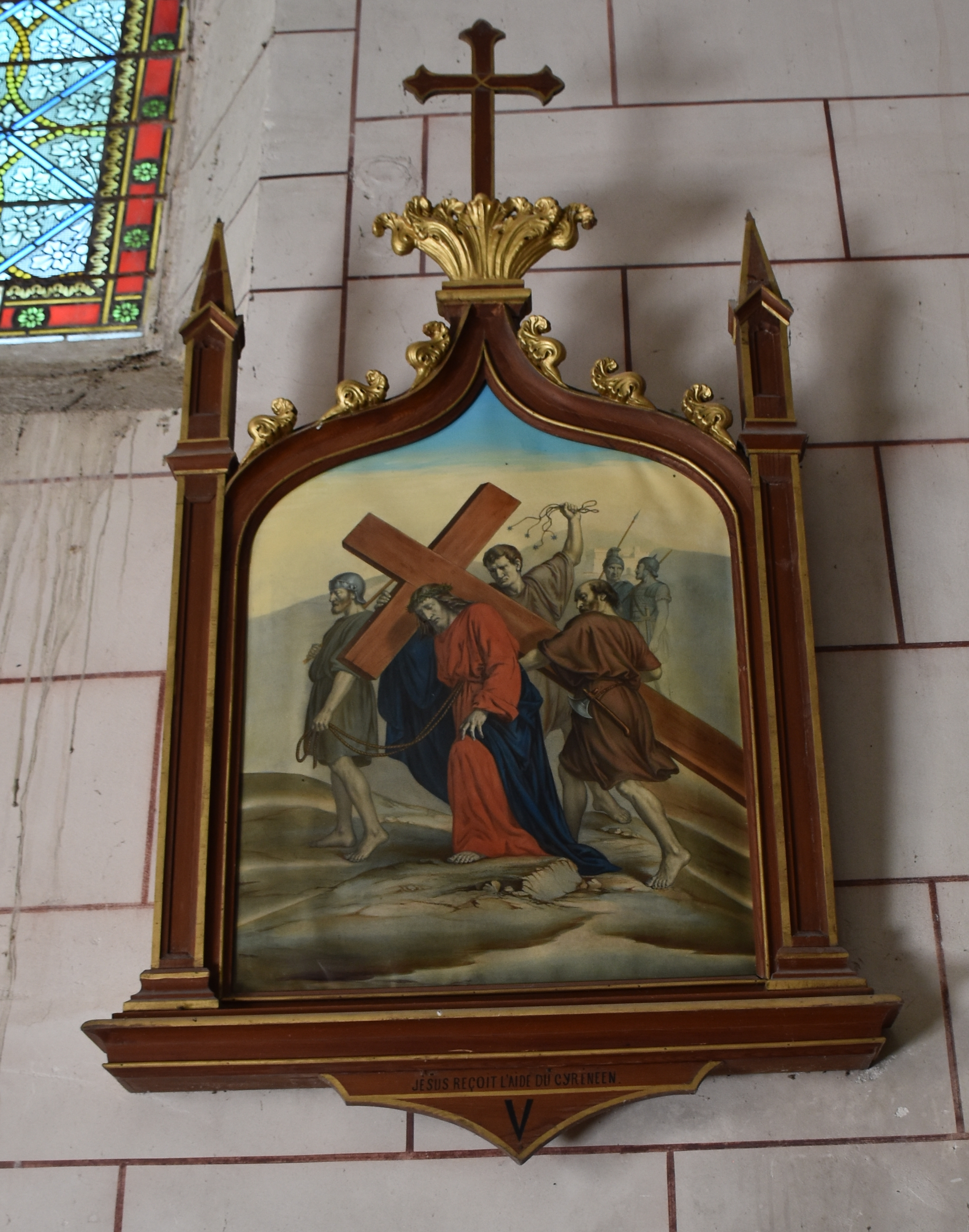
Chemin de croix - 5e station.

### Châteaux
De l'ancien château de Cahuzac subsistent encore :
- deux tours du XIIIe siècle ;
- une enceinte ;
- un corps de bâtiment comprenant une cave voûtée (XIIIe siècle) surmontée de trois grandes salles d’environ 80 m2 chacune (XVe siècle) ;
- le bâtiment de l’ancien couvent (XVe siècle),
- la chapelle du château (fin du XVe siècle), actuelle église Saint-Martin, a été donnée au village en 1771, probablement à la suite de la démolition de l’ancienne église.

Château de Saint-Surin.